# Битва при Муті (629)
Битва при Муті (араб. مَعْرَكَة مُؤْتَة або غَزْوَة مُؤْتَة) сталася у вересні 629 року поблизу села Мута (сучасна Йорданія) між мусульманським військом пророка Мухаммеда з одного боку й армією Візантії та їхніх васалів з арабського племені Гассанідів — з іншого. Ця битва, що закінчилася поразкою мусульман, стала першим великими зіткненням у багатовіковому протистоянні ісламських сил та Візантійської імперії.
Під час ісламського місяця Джумада-аль-авваль Мухаммед відправив 3 тисячі своїх солдат з метою нападу та покарання за вбивство його посла племенами Гассанідів. Зустрівши велику чисельність ворожих сил, мусульмани вирішили відійти на південь, до села Мута, де вони або зазнали нищівної поразки, або відійшли, так і не покаравши очільника Гассанідів. Згідно з ісламськими джерелами, після смерті трьох мусульманських лідерів командування було віддано Халіду Ібн аль Валіду, якому вдалося врятувати решту війська.

## Передумови
Візантійці контролювали територію навколо місця битви внаслідок мирного договору, укладеного в липні 629 року між імператором Іраклієм та сасанідським полководцем Шахрваразом.
В ісламських історичних джерелах зазвичай зазначається, що мотивом битви була спроба мусульман помститися очільнику християнського арабського племені Гассанідів за вбивство мусульманського посла. За даними візантійських джерел, мусульмани вирішили напасти у святковий для християн день. Дізнавшись про це, місцевий візантійський вікарій, зібрав військо. Візантійський сакеларій Феодор Трифірій був призначений командуючим військом, до якого були додані арабські християнські племена, що мешкали неподалік.
Водночас Мухаммед направив свого посла до правителя Босри. По дорозі до міста його було страчено в селі Мута за наказом урядовця Гассанідів Шурахбіла Ібн Амра.

## Мобілізація
Під час ісламського місяця Джумада-аль-авваль Мухаммед відправив 3 тисячі своїх солдат з метою нападу та покарання племен за вбивство його посла Гассанідами. Цю армію очолював Зайд Ібн Харіса, другим командуючим був Джафар Ібн Абу Таліб, а третім — Абдулла Ібн Раваха. Коли мусульмани  дісталися місцевості на схід від Йордану та дізналися про чисельність візантійського війська, вони вирішили зупинитися та дочекатися підкріплення з Медини. Абдулла Ібн Раваха нагадав своїм воїнам про їхнє бажання мученицької смерті та переконав їх отримати те, що вони жадали, після чого солдати продовжили похід до очікуючого їх ворога.

## Битва

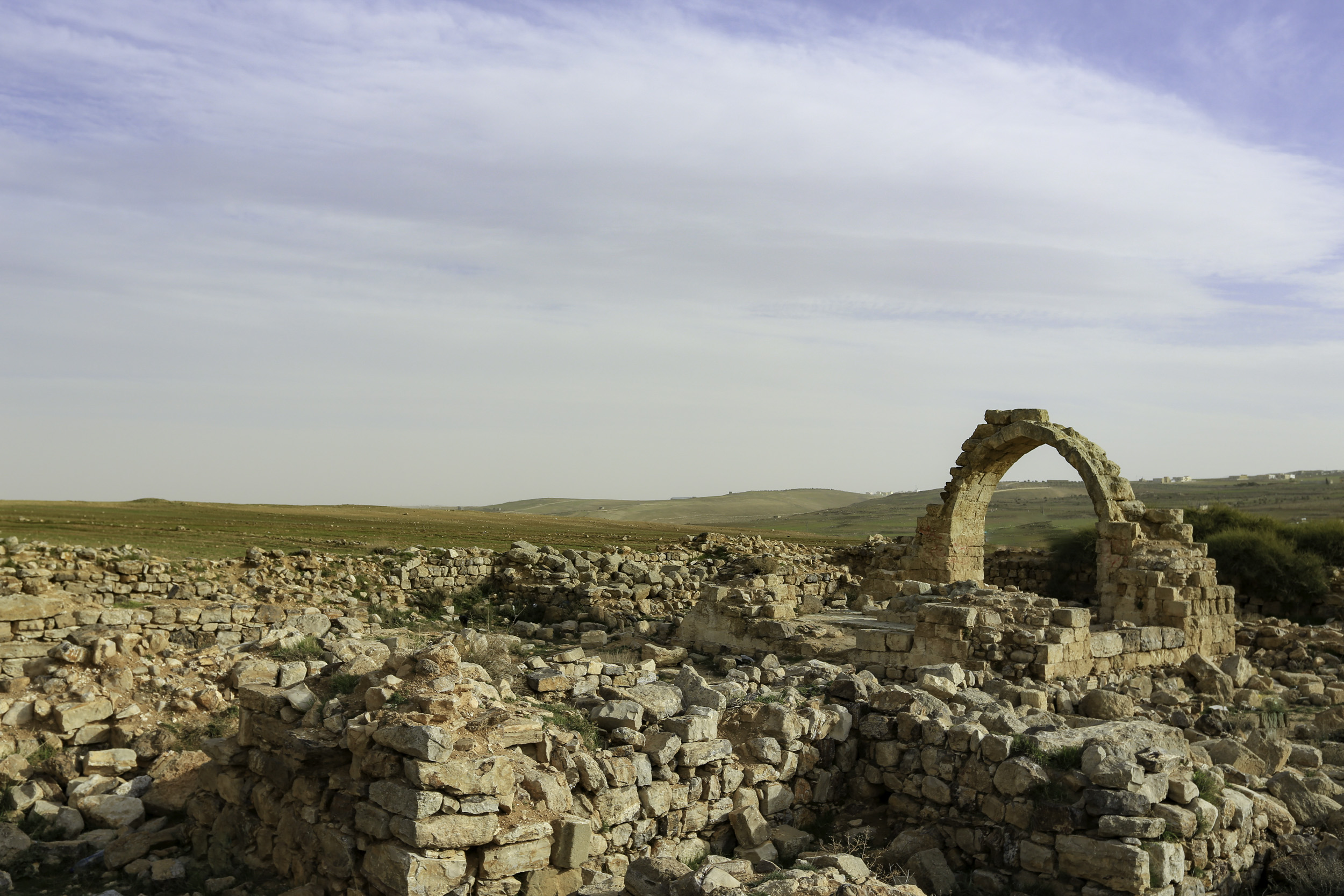
Руїни поблизу місця, де сталася битва

Мусульмани атакували візантійців поруч з їхнім табором біля села Мушариф, а потім відійшли назад до Мути, де і відбулася сама битва. Деякі мусульманські джерела повідомляють, що битва велася в долині між двома висотами, що зменшувало чисельну перевагу візантійців. Усіх трьох мусульманських лідерів було вбито один за одним, коли вони ставали на чолі війська: спочатку Зайда, потім Джафара, потім Абдуллу. Після смерті останнього з них чимало з мусульманських солдатів почали здаватися. Табіт Ібн аль Аркам, побачивши відчайдушний стан мусульманських військ, взяв прапор і згуртував своїх товаришів, врятувавши армію від повного знищення. Після битви Аль Аркам взяв прапор, перш ніж попросити Халіда Ібн аль Валіда стати на чолі війська.

## Наслідки
Відомо, що по прибуттю мусульман до Медини, вони були розкритиковані за відступлення та звинувачені у втечі. Салама Ібн Хішам, брат Амра Ібн Хішама, як повідомляється, задля уникнення виправдовувань молилися вдома, а не в мечеті. Мухаммед  повідомив своєму війську, що вони знову будуть воювати з візантійцями. . Через три століття після битви мусульманські історики почали стверджувати, що Мухаммед присвоїв Халіду титул Сайфулла, що означає «Меч Аллаха».
Сьогодні мусульмани, які загинули в цій битві, вважаються мучениками (шахідами), а незабаром після битви над їхніми могилами в Муті був споруджений мавзолей.

## Дослідження
За словами Аль Вакіді та Ібн Ісхака, мусульманам було повідомлено, що в регіоні Ель-Балка зібралося 100—200 тис. ворожих солдат. Втім, сучасні історики вважають це число перебільшеним. За словами Вальтера Еміля Кегі, професора історії Візантії в Чиказькому університеті, чисельність усієї візантійської армії протягом VII століття могла складати 100 тис., можливо, навіть вдвічі менше.  До того ж, візантійські війська в Муті навряд чи нараховували більше 10 тис. .
Мусульманські повідомлення щодо результату битви є різними. У найперших мусульманських джерелах битва характеризується як принизлива поразка. Більш пізні ісламські джерела вважають битву мусульманською перемогу, оскільки більшість мусульманських солдатів повернулись благополучно.

## Зауваги
1. ↑  Точна чисельність візантійського війська залишається невідомою, проте навряд чи вона перевищувала 10 тисяч осіб[11]